# Філіп Ларссон
Філіп Ларссон (швед. Filip Larsson) — середньовічний шведський шляхтич, онук сина Бірґера Броси, Філіпа Бірґерссона з династії Б'єльбу, ярла Норвегії. Помер у вигнанні.
Згідно з Hákonar saga Hákonarsonar (сага про Гокона Гоконссона) Філіп одружився з вдовою шведського короля Кнута Довгого Геленою Педерсдаттер Странге і підтримував свого пасинка, принца Гольмґера Кнутссона. Філіп Ларссон був засуджений як поза законом після битви при Спаррсетрі 1248 року, після чого він вирушив у вигнання.
Швидше за все, Філіп Ларссон ідентичний тому Філіпу, про якого у листі від 1282 року говориться, що його маєтки давно конфіскували через погрози життю короля.